# Luís Henrique Pereira dos Santos
Luís Henrique Pereira dos Santos (Pirapora, 20 de agosto de 1968) é um ex-futebolista brasileiro. Fez parte da Seleção Brasileira de Futebol nas Copas América de 1991 e 1993.